# Derophthalma emissitia
Derophthalma emissitia är en insektsart som först beskrevs av William Lucas Distant 1893.  Derophthalma emissitia ingår i släktet Derophthalma och familjen ängsskinnbaggar. Inga underarter finns listade i Catalogue of Life.